# Osroena (rimska provinca)
Osroena  (antično grško starogrško Ὀσροηνή, Osroené) je bila rimska provinca, ki je trajala skoraj 400 let. Ustanovljena je bila po osvojitvi in vključitvi Kraljestva Osroena v Rimsko cesarstvo leta 214 n. št. Do muslimanskih osvajanj v 7. stoletju je bila mejna provinca s Sasanidskim cesarstvom.
Provinca je bila ves čas svojega obstoja predmet spora med Rimljani in njihovimi vzhodnimi sosedi sasanidskimi Perzijci in je zato močno trpela v stalnih rimsko-perzijskih vojnah. Prva vojna je izbruhnila po smrti rimskega cesarja Decija leta 251, ko so provinco napadli Perzijci. V drugi polovici 250. let je perzijski šah Šapur I. (vladal okoli 240–270) napadel rimski vzhod, ki ga je branil rimski cesar Valerijan (vladal  253–260).  Leta 260 je v bitki pri Edesi cesarja porazil in ujel. Naslednje leto je Šapur porazil tudi Odenata Palmirskega in pregnal Rimljane iz Osroene in Mezopotamije.
Rimljani so provinco večkrat ponovno osvojili in spet izgubili. Ker je Osroena spadala med mejne province, je bila tam nastanjena III. rimska legija Partica. Njen kastrum (glavni stan) je bila Resena, kar pa ni povsem zanesljivo.
Potem, ko je cesar Dioklecijan (vladal 284-305) reorganiziral Rimsko cesarstvo v tetrarhijo, je Osroena postala del dioceze Oriens in pretorska prefektura z enakim imenom. Po podatkih v Notitia Dignitatum, napisanem v poznem 4. stoletju, je provinco upravljal guverner ranga praeses. V provinci je bil tudi sedež duxa Mezopotamije ranga vir spectabilis. Slednji je okoli leta 400 poveljeval naslednjim vojaškim enotam:  
- Equites Dalmatae Illyriciani, sedež v Ganabi
- Equites Promoti Illyriciani, Kalinik
- Equites Mauri Illyriciani, Dabana
- Equites Promoti indigenae, Banasam
- Equites Promoti indigenae, Sina Iudaeorum
- Equites Sagittarii indigenae, Oraba
- Equites Sagittarii indigenae, Tilazamana
- Equites Sagittarii indigenae Medianenses, Mediana
- Equites Primi Osrhoeni, Rasin
- Praefectus legionis quartae Parthicae, Circesium
- (nezakonito) morda III. legija Parziva, Apatna

in 'manj pomembnih', domnevno pomožnih enot: 
- Ala Septima Valeria Praelectorum, Tilacama
- Ala Prima Victoriae, Tovia-contra Binta
- Ala Secunda Paflagonum, Tilafika
- Ala Prima Parthorum, Resaia
- Ala Prima nova Diocletiana, inter Thannurin et Horobam
- Cohors Prima Gaetulorum, Tilaamana
- Cohors Prima Eufratensis, Maratha
- Ala Prima Salutaria, Duodecimo constituta